# 이별의 아침에 약속의 꽃을 장식하자
"이별의 아침에 약속의 꽃을 장식하자"(일본어: さよならの朝に約束の花をかざろう)는 2018년 공개된 일본의 장편 애니메이션 영화이다. 오카다 마리가 감독과 각본을 맡았으며, P.A.WORKS가 제작하여 쇼게이트에서 배급하였다.

## 성우진
- 이와미 마나카 - 마키아 역
- 이리노 미유 - 아리엘 역
  - 사쿠라이 유우키 - 어린 시절 아리엘 역
- 카야노 아이 - 레일리야 역
- 카지 유우키 - 크림 역
- 사와시로 미유키 - 라신 역
- 호소야 요시마사 - 랭 역
- 시시도 준노스케 - 데올 역
- 쿠노 미사키 - 메드멜 역
- 사토 리나 - 미도 역
- 하카사 요코 - 디타 역
- 스기타 토모카즈 - 이졸 역
- 히라타 히로아키 - 바로 역

## 흥행

### 일본
2018년 2월 24일 전국 76개 스크린에서 개봉되어 첫 주말 2일간 31,768명이 동원되어 흥행 수입 4,754만 엔을 기록하여 주말 흥행 성적 5위를 차지했다. 2018년 6월까지 흥행 수입 3.5억엔, 동원 24.5만명이다.